# Anthony Mandler

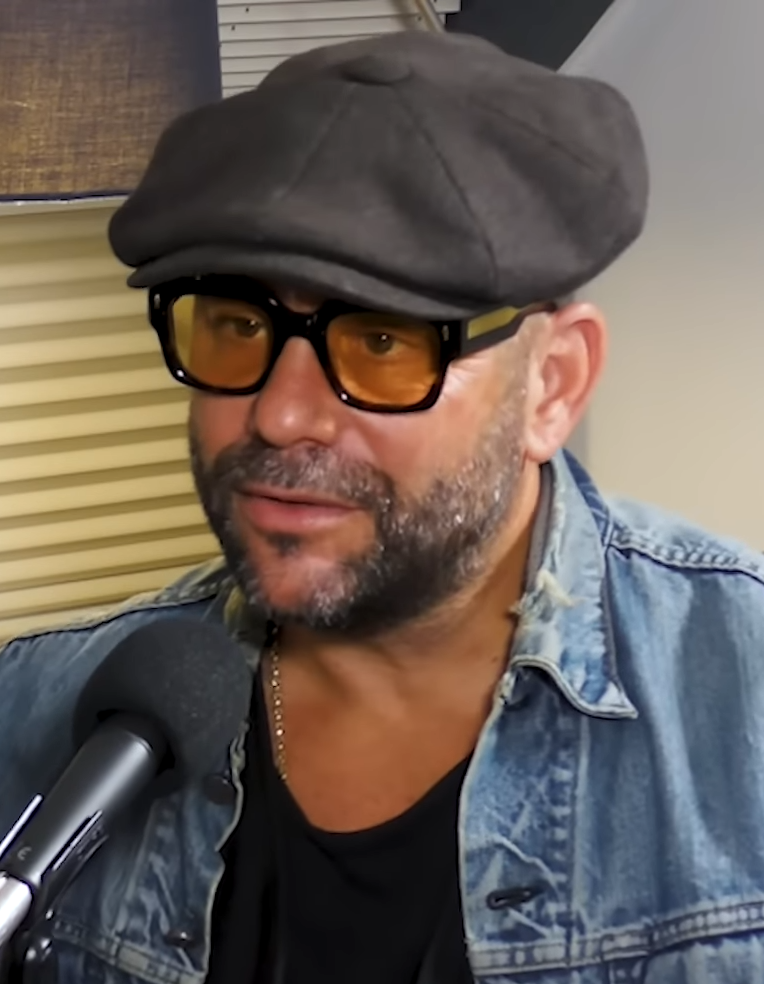
Anthony Mandler (2022)

Anthony Julian Mandler, Jr. (* 16. Juni 1967) ist ein US-amerikanischer Regisseur, der vor allem seit 1998 Musikvideos macht.

## Karriere
Mandler arbeitete mit Drehbüchern und Regieführung von Musikvideos unter anderem für Künstler wie Rihanna (Russian Roulette), John Mayer (Who Says), Jay-Z (Run This Town), Mary J. Blige (The One), The Killers (A Dustland Fairytale), John Legend (Everybody Knows), T.I. (Live Your Life), One Republic (Stop and Stare) und Muse (Neutron Star Collision (Love Is Forever)). In Werbespots hat er mit internationalen Kunden wie Motorola, Samsung, Nike und Cîroc gearbeitet. Seine häufigste Kundin ist Rihanna. Die beiden haben mehr als ein Dutzend Videos im Laufe ihrer Karriere gedreht, beginnend mit Unfaithful im Jahr 2006 und zuletzt Only Girl (In the World), California King Bed und Man Down.
Mandler begann seine Karriere als Fotograf. Seine Arbeit wurde auf den Titelseiten von Magazinen wie Entertainment Weekly, Esquire und Men’s Health abgedruckt. Starporträts erstellte er unter anderem von Ryan Phillippe, Eva Mendes, LeBron James, Eminem, Colin Farrell, David Beckham, Heath Ledger und Katie Holmes.

### Filmkarriere
Mit dem im Jahr 2018 erschienenen Film Monster! Monster? gab Mandler sein Spielfilmregiedebüt. Im Jahr 2023 erschien sein zweiter Spielfilm (ein Western) namens Surrounded.

## Musikvideos

### 2000
- 8Ball & MJG – Pimp Hard
- 4th Avenue Jones – Respect

### 2001
- Black Eyed Peas feat. Chali 2na – Get Original
- Laura Dawn – I Would

### 2003
- Maria – I Give, You Take

### 2005
- Snoop Dogg – Ups & Downs/Bang Out
- M.I.A. – Bucky Done Gun
- Common – Testify
- Kem – Find Your Way
- 50 Cent – Hustler’s Ambition
- Sean Paul – Ever Blazin’
- Eminem – When I’m Gone
- DPGC – Real Soon

### 2006
- Nelly Furtado – Maneater
- Rihanna – Unfaithful
- Ne-Yo – Sexy Love
- Sleepy Brown feat. Pharrell & Big Boi – Margarita
- The Killers – When You Were Young
- Rihanna – We Ride
- Beyoncé – Irreplaceable
- Omarion – Ice Box
- Jay-Z – Lost One

### 2007
- Duran Duran – Falling Down
- Beyoncé – Get Me Bodied
- Snoop Dogg – Boss' Life
- Fergie – Big Girls Don't Cry
- Rihanna – Shut Up and Drive
- Enrique Iglesias – Somebody's Me
- Rihanna feat. Ne-Yo – Hate That I Love You
- The Killers – Tranquilize
- Spice Girls – Headlines (Friendship Never Ends)
- Rihanna – Don’t Stop the Music

### 2008
- OneRepublic – Stop and Stare
- Rihanna – Take a Bow
- OneRepublic – Say (All I Need)
- Bayje – Find a Way
- Rihanna – Disturbia
- Maroon 5 feat. Rihanna – If I Never See Your Face Again
- R. Kelly – Skin
- T.I. feat. Rihanna – Live Your Life
- Akon – Right Now (Na Na Na)
- Enrique Iglesias – Away
- Rihanna – Rehab
- Wyclef Jean feat. will.i.am, Imposs, Jimmy O & Melissa Jiménez – Let Me Touch Your Button

### 2009
- John Legend – Everybody Knows
- Utada – Come Back To Me
- Robin Thicke – Dreamworld
- Daniel Merriweather – Red
- The Killers – A Dustland Fairytale
- Melanie Fiona – Give It to Me Right
- Eminem – Beautiful
- Jay-Z – D.O.A. (Death of Auto-Tune)
- Daniel Merriweather – Impossible
- Maxwell – Bad Habits
- Jay-Z feat. Rihanna and Kanye West – Run This Town
- The All-American Rejects – Gives You Hell
- Mary J. Blige feat. Drake – The One
- Mary J. Blige – Stronger
- Mary J. Blige – I Am
- Ryan Leslie – You're Not My Girl
- Amerie – Heard 'Em All
- John Mayer – Who Says
- Rihanna – Russian Roulette
- Rihanna – Wait Your Turn
- Jay-Z feat. Mr Hudson – Young Forever

### 2010
- John Mayer – Heartbreak Warfare
- Nikki & Rich – Next Best Thing & Same Kind of Man
- Usher feat. will.i.am – OMG
- Drake – Over
- Drake – Find Your Love
- Muse – Neutron Star Collision (Love Is Forever)
- Rihanna – Te amo
- Christina Aguilera – You Lost Me
- Usher – There Goes My Baby
- Drake feat. Lil Wayne – Miss Me
- Drake feat. T.I. & Swizz Beatz – Fancy
- Trey Songz feat. Nicki Minaj – Bottoms Up
- Trey Songz – Can't Be Friends
- Rihanna – Only Girl (In the World)

### 2011
- Romeo Santos feat. Usher – Promise
- Jennifer Hudson – Where You At
- Rihanna – California King Bed
- Rihanna – Man Down

### 2012
- Nicki Minaj – Starships
- Shakira – Addicted to You
- Cheryl – Call My Name
- Fun (Band) – Some Nights
- Fun (Band) – Carry On
- Lana Del Rey – National Anthem
- Cheryl – Under the Sun
- Justin Bieber feat. Big Sean – As Long as You Love Me
- Muse – Madness
- Lana Del Rey – Ride
- Rihanna – Diamonds
- Flo Rida feat. Jennifer Lopez or May J. – Sweet Spot
- Taylor Swift – I Knew You Were Trouble
- Shakira – Truth Or Dare

### 2013
- Taylor Swift – 22
- Selena Gomez – Come & Get It
- The Weeknd – Belong to the World
- Jay-Z feat. Justin Timberlake – Holy Grail